# 方家营站
方家营站位于中华人民共和国江苏省南京市鼓楼区方家营路和方家营北街的交叉口地下，是南京地铁5号线的地铁车站，也是其终点站，为地下二层岛式车站，配有停车折返线。车站于2025年8月6日开通。
本站的命名曾经有“方家营站”、“南堡公园站”、“宝塔桥站”三个备选项，最终经过社会公示和相关专家的咨询论证，确定站名为“方家营站”。

## 车站结构
本站为地下二层岛式站台。

### 楼层分布
| 地面     |                    | 出入口                                               |  |  |
| 地下一层 | 站厅               | 车站控制室、安检通道、检票口、自动售票机、金陵通服务 |  |  |
| 地下二层 |                    | █ 5号线 终点站 下客站台                              |  |  |
|          | 岛式站台，左侧开门 |                                                      |  |  |
|          |                    | █ 5号线 往吉印大道（南京西站）                       |  |  |

## 接驳交通

### 公交车
| 宝塔桥 | 宝塔桥     | 宝塔桥 | 宝塔桥       | 宝塔桥           |
| 编号   | 路线       | 路线   | 路线         | 备注             |
| ------ | ---------- | ------ | ------------ | ---------------- |
| 12     | 唐山路总站 | ⇆      | 旭日景城总站 |                  |
| Y10    | 南堡公园西 | ⇆      | 墨香路总站   | 原 810（第一代） |

## 周边
- 拉萨路小学方兴校区
- 下关火车主题公园
  - 下关铁路轮渡桥